# 이옥주 (전주시의원)
이옥주(李玉珠, 1959년 6월 8일 ~ )는 대한민국의 제9대 전라북도 전주시의원이다.

## 학력
- 전주중앙초등학교 졸업(1972년)
- 전주중앙여자중학교 졸업(1975년)
- 전주여자고등학교 졸업(1978년)
- 3년제 예수간호전문대학 전문학사 졸업(1980년)
- 5년제 한국방송통신대학교 간호학과 학사 졸업(1989년)
- 전북대학교 일반대학원 간호학과 간호학 석사 졸업
- 전북대학교 일반대학원 간호학과 간호학 3학기 박사 과정

## 경력
- 예수병원 수간호사(휴직 중)
- 예수병원 노조위원장
- 전국병원노동조합연맹 부위원장
- 예수대학교 겸임교수
- 전북대학교 초빙교수
- 국민참여당 전북도당 여성위원장
- 서남대학교 교수
- 2010.07 ~ 2014.06 제9대 전라북도 전주시의회 의원
- 2012.09.14 통합진보당 탈당

## 역대 선거 결과
| 실시년도 | 선거      | 대수 | 직책   | 선거구      | 정당       | 득표수   | 득표율          | 순위         | 당락 | 비고           |
| -------- | --------- | ---- | ------ | ----------- | ---------- | -------- | --------------- | ------------ | ---- | -------------- |
| 2010년   | 지방 선거 | 9대  | 시의원 | 전북 전주시 | 국민참여당 | 27,958표 | \| \| 11.50% \| | 비례대표 1번 |      | 초선, 민선 5기 |
|          | 11.50%    |      |        |             |            |          |                 |              |      |                |